# D 505 (Türkei)
Die Straße D 505 (Devlet yolu 505) ist eine 51 km lange Straße in der Türkei. Sie erschließt die Ostseite der Halbinsel Karaburun westlich von İzmir, an der sie entlang läuft. Sie endet im Süden an der D 300.